# 日中友好会館
公益財団法人日中友好会館（こうえきざいだんほうじんにっちゅうゆうこうかいかん）は、日中友好7団体の一つ。元外務省アジア大洋州局中国課所管。

## 経緯
- 1937年12月　旧「満州国」日本留学生寮として旧「満州国」政府拠出の財団法人満州国留日学生補導協会が満州国留日学生会館を建設。
- 同協会が日本敗戦により事業遂行が不可能となって解散、建物などは一時外務省管轄となる。
- 1953年5月 財団法人善隣学生会館が設立され、満州国留日学生輔導協会の残余財産と学生寮運営事業を引き継ぐ。建物の一、二階は貸部屋、三、四階は学生寮だった。
- 1967年2、3月　善隣学生会館事件起こる。
- 1978年8月　財団法人善隣学生会館が財団法人日中友好会館に改組される。
- 1984年　善隣学生会館建物取り壊し、日中友好会館建設開始。
- 1985年3月　別館完成(日中学院、後楽寮)
- 1988年1月　本館完成(美術館、大ホール、後楽賓館、事務局)
- 2012年4月　公益法人制度改革に伴い「公益財団法人日中友好会館」へ移行

- 現在の日中友好会館は、付設事業として日中学院(中国語教育および中国人向け日本語教育)、後楽賓館、美術館も経営する。日中学院の運営は実質的に学院の自治に任されている。後楽賓館(後楽ガーデンホテル)には中国人職員が常駐している。かつては日本人と中国人で宿泊料金に差があったが、現在ではなくなっている。

## 本部所在地
- 東京都文京区後楽一丁目5番3号

## 役員
- 会長 古井喜実 → 後藤田正晴 → 林義郎 → 江田五月 →宮本雄二
- 理事長 小川正史
- 中国代表理事 黄星原
- 常務理事 海老原宏明